# Luke Summerfield
Pour les articles homonymes, voir Summerfield.
Luke Summerfield, né le 6 février 1987 à Ivybridge, est un footballeur anglais.

## Biographie
Le 4 août 2011, Luke Summerfield signe un contrat d'un an avec Cheltenham Town après avoir été laissé libre par Plymouth Argyle.
Le 30 juin 2014 il rejoint York City.

## Carrière
- 2005-2011 :  Plymouth Argyle
  - mars 2007- 2007 :  Bournemouth AFC (prêt)
  - 2009-déc. 2009 :  Leyton Orient (prêt)
- 2011- :  Cheltenham Town (prêt)[3]